# Léninski (Khopiórskaia)
|  | Per a altres significats, vegeu «Léninski». |

Léninski - Ленинский (rus) - és un khútor del krai de Krasnodar, a Rússia. Es troba a la vora dreta del Txelbas, davant de Nekhvorosxanski. És a 37 km al sud-est de Tikhoretsk i a 126 km al nord-est de Krasnodar.
Pertany a l'stanitsa de Khopiórskaia.